# Вершинин, Юрий Николаевич
Юрий Николаевич Вершинин (1932—2006) — советский и российский учёный-электрофизик, член-корреспондент Академии наук СССР (1987), доктор технических наук (1970), профессор (1972).

## Биография
Родился 10 января 1932 года в Новосибирске в семье служащего.
В 1954 году окончил Новосибирский инженерно-строительный институт, в 1961 году заочно — Всесоюзный электротехнический институт.
После окончания строительного института в 1954 г. в Новосибирске и защиты кандидатской работы стал заниматься электрофизическими свойствами композитов: смесей цемента и углерода. В связи с тем, что это направление находилось на стыке строительства и энергетики, был принят на работу в Сибирский научно-исследовательский институт энергетики (СибНИИЭ) на правах руководителя нового направления по разработке и созданию объемных резисторов энергетического назначения. Результатом этих разработок стало изобретение электротехнического бетона, известного также как «Бетэл».
В 1963 г. была создана Лаборатория электротехнического бетона (ЛЭТБ). В 1968 году публикует первую монографию «Электрический пробой твердых диэлектриков: основы феноменологической теории и ее технические приложения», которую в 1970 году оформляет как докторскую диссертацию и успешно защищает в совете Ленинградского политехнического института. Созданные образцы мощных резистивных установок прошли также успешное испытание в высоковольтных электрических сетях и приняты к серийному использованию и производству. Резисторы из бетэла оказались незаменимы в качестве шунтирующих резисторов в высоковольтных выключателях. Минэнерго СССР организовало специальное предприятие по серийному выпуску таких резисторов. Разработка в 1975 году отмечена Государственной премией СССР.
С 1974 г. — заместитель директора по науке СибНИИЭ.
В 1984 г. назначен на должность директора московского ЭНИН им. Кржижановского.
C 1987 года по приглашению Г. А. Месяца, с которым он познакомился в 1970 году на защите своей докторской диссертации в ЛПИ, стал заместителем председателя и членом президиума Уральского отделения РАН, заведующим лабораторией физики диэлектриков Института электрофизики УрО РАН, созданного в 1986 г. в Екатеринбурге. Основное направление исследований Вершинина в Екатеринбурге — электрофизические процессы в конденсированных средах и их использование для разработки образцов новой техники. Он являлся научным руководителем работ по созданию импульсных электронно-детонационных ракетных двигателей по программам МОП, РАН и Госкомитета РФ по науке и технологии.
Являлся специалистом в области электрофизики, электроэнергетики и техники высоких напряжений; автор более 170 научных работ в том числе двух монографий и учебника; подготовил 25 кандидатов наук, из которых пятеро стали докторами наук.
Также являлся членом Международного энергетического клуба, международных энергетической и электротехнической академий, членом редколлегии журнала президиума РАН «Энергия: экономика, техника, экология».
Умер 25 июля 2006 года в Екатеринбурге. Похоронен на Заельцовском кладбище Новосибирска.

## Награды
- Награжден орденами Октябрьской Революции и Трудового Красного Знамени, а также медалями.
- Лауреат Государственной премии СССР (1978).